# M192 (станок-тренога)

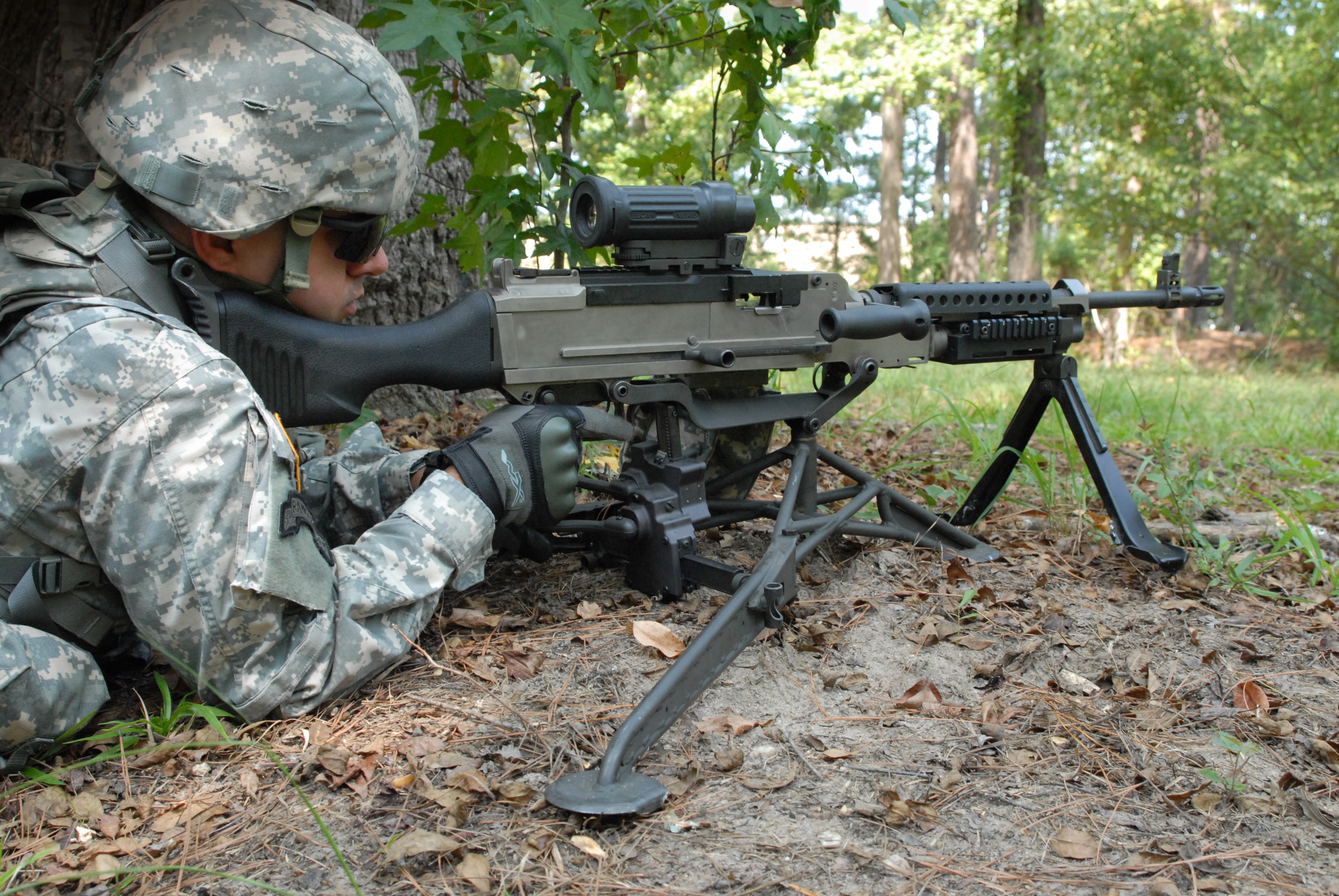
Пулемёт M240L (M240E6, облегчённая версия M240B) на станке-треноге M192.

Лёгкий станок M192 (M192 Lightweight Ground Mount) — станок-тренога, созданный для вооружённых сил США. Станок разработан корпорацией Capco по заказу Picatinny Arsenal для замены станка M122. M192 занял место в десятке лучших армейских изобретений 2005 года. Станок разработан для использования с пулемётами M249, M240B и M240E.
Производятся серийно компанией Universal Technologies Inc. в Эстилл-Спрингс, Теннесси.

## Конструкция
| Характеристика | Сложенный          | Расставленный       |
| -------------- | ------------------ | ------------------- |
| Длина          | 61 см (24 дюйма)   | 81 см (31,75 дюйма) |
| Ширина         | 29 см (11,5 дюйма) |                     |
| Высота         | 26 см (10,3 дюйма) | 26 см (10,3 дюйма)  |

| Характеристика | Свободное положение | На траверс-подъемном механизме |
| -------------- | ------------------- | ------------------------------ |
| Угол подъема   | 21°                 | 13°                            |
| Угол опускания | 28°                 | 12°                            |
| Угол поворота  | 360°                | 51°                            |

Вес станка 5,22 кг (11,5 фунтов), что на 2,95 кг (6,5 фунтов) легче его предшественника. В отличие от M122 задние опоры станка M192 в состоянии самостоятельно двигаться и закрепляться, за счёт чего отпадает необходимость в наличии заднего запорного устройства, соединяющего две опоры.
Дополнительно, M192 оснащен встроенным траверс-подъемным механизмом. В отличие от M122 с винтовой системой перемещения, M192 использует два уровня настройки для фиксации положения пулемёта — «крупные корректировки» (англ. bold adjustments) и «точные настройки» (англ. minor scales) в зависимости от того, какое давление на датчик использует стрелок.
За счет облегчённого веса и новой конфигурации пулемётный расчёт может оперировать со станком M192 быстрее, чем M122.